# Peter Young (Szenenbildner)
Peter Young (* vor 1970) ist ein britischer Filmausstatter.
Peter Young studierte Grafikdesign und kam danach zur Rundfunkanstalt BBC und wurde dort ab Mitte der 1960er Jahre als Szenenbildner tätig. Nach einigen Jahren arbeitete er dann für größere, internationale Co-Produktionen. Für die Filme Batman und Sleepy Hollow wurde er 1990 und 2000 mit einem Oscar für das beste Szenenbild ausgezeichnet.

## Filmografie (Auswahl)
- 1970: Performance
- 1979: Dracula
- 1980: Superman II – Allein gegen alle (Superman II)
- 1982: Der dunkle Kristall (The Dark Crystal)
- 1983: Superman III – Der stählerne Blitz (Superman III)
- 1984: Supergirl
- 1986: Club Paradise
- 1989: Batman
- 1991: Robin Hood – König der Diebe (Robin Hood: Prince of Thieves)
- 1995: Judge Dredd
- 1997: The Saint – Der Mann ohne Namen (The Saint)
- 1997: James Bond 007 – Der Morgen stirbt nie (Tomorrow Never Dies)
- 1999: Sleepy Hollow
- 2001: Die Mumie kehrt zurück (The Mummy Returns)
- 2001: Planet der Affen (Planet of the Apes)
- 2003: Shanghai Knights
- 2004: Troja
- 2005: Charlie und die Schokoladenfabrik (Charlie and the Chocolate Factory)
- 2007: Der Sternwanderer (Stardust)
- 2010: Alice im Wunderland (Alice in Wonderland)